# Кибальчич Надія Матвіївна
Надія Матвіївна Кибальчич, до шлюбу Симонова (вересень 1857, Заріч — 1918, Лубни) — українська письменниця та перекладачка. Художні твори підписувала псевдонімами Наталка Полтавка, Наталка-Полтавка, Симонівна М., Н. Симонівна, М. К., Н. К., мемуари — Кибальчич Н. М., Кибальчич Над. М., Наталка Полтавка, а переклади — Маруся Полтавка.  
Мати української письменниці Надії Кибальчич. Племінниця та похресниця української письменниці Ганни Барвінок. 

## Життєпис
Народилася у вересні 1857 року в с. Заріг на Полтавщині в сім`ї українських письменників.
Її матір — Надія Михайлівна була одружена з Миколою Забілою, однак шлюб не був вдалим і вона залишила його з двома старшими дочками (Надією та Марією), зійшовшись з Матвієм Симоновим, з яким мала ще двох доньок. Усім дітям Матвій Симонов дав своє по батькові. Освіту отримала вдома, бо її батько вважав, що цього для жінок цілком достатньо. Стала займатися письменництвом під впливом родини Кулішів.
У 1876 році Надія Матвіївна одружилася з дідичем Костянтином Івановичем Кибальчичем і перебралася в Ясногород на Житомирщині. У шлюбі народила дочку Надію (в майбутньому українська письменниця Надія Кибальчич). Через нещасливий шлюб вона у 1884 році повернулася з дочкою на Полтавщину. На той час родина розпалася — Матвій Симонов переїхав до Лубен, а мати доживала віку в однієї з дочок.

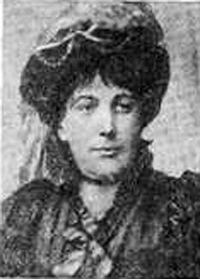
Надія Кибальчич

З 1910 по 1914 роки вчителювала у Комишні. Померла 4 грудня 1918 року в Лубнах, де і похована.

## Літературна діяльність
Писала українською і російською мовами переважно оповідання та нариси: "Чайка", "Трагічний малюнок", "Свічка", "Припадок", "Анонімний лист", "Лотерея-алегрі", "Драма у хаті" (1892), "Баба Яга" (1893), "Баба Калиниха" (1894), "Самородок" (1897), "Зустріч" (1898) "Його право",  (1899), "Останній раз" (1899), "Кому яке діло" (1900). Друкувалася у журналах "Зоря", "Літературно-науковий вісник", "Дзвінок", "Молода Україна", в альманахах "Багаття", "З потоку життя". Малій прозі Надії Кибальчич притаманні особлива увага до психологічних проблем у стосунках між чоловіком і жінкою, достовірність у відтворенні предметно-побутової конкретики буття.
Авторка драматичного етюду "Генеральна репетиція" і мелодрами "Катерина Чайківна", яка була відзначена першою премією на конкурсі 1893 року руського народного театру у м. Львів. Ця п`єса багато разів ставилася на сцені професійних та аматорських театрів. Є авторкою побутового нарису «Баба Вакулиха» (Харків, 1902) та «Воспоминаний о Т. Г. Шевченко», які написала зі спогадів матері. Надії Кибальчич також належать спогади «В двух пансионах» (Киевская старина. — 1892. Т. 37. — № 6. С.323-350). 